# Erik Palmer-Brown
Erik Ross Palmer-Brown (* 24. April 1997 in Napoleon, Ohio) ist ein US-amerikanischer Fußballspieler auf der Position eines Abwehrspielers, der vor allem als Innenverteidiger eingesetzt wird. Er steht aktuell bei Panathinaikos unter Vertrag.

## Vereinskarriere

### Karrierebeginn
Erik Palmer-Brown wurde am 24. April 1997 als Sohn von Marilyn Palmer und Harry Brown in der Stadt Napoleon im US-Bundesstaat Ohio geboren und verbrachte hier seine ersten eineinhalb Lebensjahre, ehe er mit seiner Familie nach Lee’s Summit im Bundesstaat Missouri zog, wo er heute noch immer zusammen mit seiner Mutter, seinem jüngeren Bruder und den Großeltern lebt. Als er acht Jahre alt war, verstarb sein Vater, was Palmer-Brown selbst jedoch als weniger bedeutungsvoll sah, da er mit seinem Vater ohnehin kaum Kontakt hatte. Vor allem als er noch jünger war, machte seine Mutter Nachtschichten, um das Leben ihrer Familie, die zum Teil unter unterdurchschnittlichen Lebensverhältnissen lebte, abzusichern. Noch während seiner Kindheit und in den ersten Schuljahren begann er seine Karriere als Fußballspieler, wobei er auch bei lokalen Nachwuchsvereinen aktiv war. Mit der Einführung der U.S. Soccer Development Academy als höchste Jugendspielklasse in Nordamerika im Jahre 2007 gründeten auch die Franchises eigene Fußballakademien, so auch das damals noch unter dem Namen Kansas City Wizards auftretende MLS-Franchise aus Kansas City, Kansas. Diese wurde mit einem U-12-, einem U-14-, einem U-16- sowie einem U-18-Team gegründet; knapp zwei Jahre später folgte auch Palmer-Browns Aufnahme an der Akademie, nachdem dieser zuvor nur während seiner Schulzeit und bei lokalen Nachwuchsvereinen Fußball spielte.
In weiterer Folge spielte Erik Palmer-Brown fünf Jahre lang an der Akademie, wobei er sämtliche Jugendspielklassen bis zur U-18 durchlief und bereits erste Erfahrungen im internationalen Fußball gesammelt hatte. Nach ersten Einsätzen für die US-amerikanische U-15-Auswahl folgten auch erste Einberufungen für den U-17-Kader der USA. Während seiner Zeit an der Akademie war er dreifacher Staatsmeister (2009, 2010 und 2011) und war in seinen letzten zwei Jahren vor dem Profivertrag in 40 Meisterschaftsspielen im Einsatz, von denen er in 38 von Beginn an am Rasen war. Zudem absolvierte er im Herbst 2011, in seinem Freshman-Jahr, seine erste Saison für die Fußballabteilung an der Lee’s Summit High School, ehe er ein Jahr später an die Archbishop O’Hara High School, jenseits des Missouri River in Kansas City, Missouri, wechselte. Während dieser Zeit wurde er auch ins All-Conference First Team gewählt, als All-Conference Defensive Player of the Year ausgezeichnet und erhielt ehrenvolle Erwähnungen der MSHSAA Western All-Region und der Class 3 All-Kansas City Teams. Binnen drei Jahren unter Akademieleiter und Trainer Jon Parry trainierte er 2012 bereits erstmals bei den Profis und wurde im Juni 2012 erstmals in einem Spiel der MLS Reserve League eingesetzt.

### Jüngster Spieler von Sporting Kansas City
Am 2. August 2013 unterschrieb der zu diesem Zeitpunkt 16 Jahre alte Palmer-Brown seinen ersten Profivertrag beim nun als Sporting Kansas City auftretenden Fußballteam. Damit war er nach Jon Kempin (August 2010) und Kevin Ellis (Februar 2011) der dritte Eigenbauspieler, der einen Vertrag des MLS-Franchises angeboten bekam und auch für dieses zum Pflichtspieldebüt kam. Mit 17 Jahren und 24 Tagen war er zudem auch der jüngste Spieler in der Geschichte des Franchises, sowie der jüngste Abwehrspieler, der jemals in der MLS eingesetzt wurde. Des Weiteren war er zu diesem Zeitpunkt der einzige Spieler der MLS, der im Jahre 1997 geboren wurde. Trotz seiner nunmehrigen Zugehörigkeit zu den Profis war der Abwehrrecke zu diesem Zeitpunkt auch noch für die U-18-Akademiemannschaft von Sporting Kansas City spielberechtigt.
Im Januar 2014 soll das Franchise vom italienischen Topklub Inter Mailand ein Angebot in Höhe von einer Million US-Dollar für den Innenverteidiger erhalten haben, was Sporting Kansas City jedoch ablehnte. Palmer-Brown hatte bis zu diesem Zeitpunkt noch kein einziges Profispiel absolviert und war bisher nur in der Akademie, für das Schulteam und auf internationaler Ebene aktiv gewesen. Sein Profidebüt für den amtierenden Meister ließ daraufhin weitere vier Monate auf sich warten, ehe er am 18. Mai 2014 bei einer 1:2-Niederlage gegen Chicago Fire von Beginn an am Feld war. Im Spiel verschoss er in Minute 15 einen Elfmeter und wurde bereits in der 64. Spielminute mit der zweiten erhaltenen gelben Karte vorzeitig vom Platz geschickt. Im Spieljahr 2014 wurde er in weiterer Folge noch in zwei Meisterschaftsspielen, einer 0:1-Auswärtsniederlage gegen DC United am 1. Juni und einem 2:0-Auswärtssieg über Houston Dynamo am 7. Juni, eingesetzt, war in diesen jedoch bereits als Stammkraft im Einsatz. Während er im ersten Spiel ab der achten Spielminute als Ersatz für den verletzten Aurélien Collin am Rasen war, spielte er gegen die Texaner bereits über die vollen 90 Minuten durch.
Noch vor seinem offiziellen Profidebüt wurde er von Peter Vermes auch beim Walt Disney World Pro Soccer Classic des Jahres 2014, einem seit 2010 alljährlich zwischen Februar und März stattfindenden Vorbereitungsturnier für nordamerikanische Klubs, eingesetzt. Dort schied die Mannschaft im Finale mit 1:4 gegen die Columbus Crew aus. Weiters kam er in zwei Spielen des Lamar Hunt U.S. Open Cup 2014 für sein Team zum Einsatz und schied mit diesem in der fünften Runde gegen die Portland Timbers vom laufenden Turnier aus. Bereits im November 2014 wurde Erik Palmer-Brown von der britischen Internetseite TEAMtalk zur Nummer 39 der 50 Wunderkinder des Spieljahres 2014 weltweit gewählt, womit er auch der einzige Nordamerikaner bzw. einzige in Nordamerika agierende Spieler in dieser Liste war. Mit der Mannschaft rangierte er zum Ende des regulären Spielzeit des Spieljahres 2014 auf dem fünften Platz der Eastern Conference und qualifizierte sich somit für die nachfolgenden Play-offs. In diesen schied das Franchise, das mit Dom Dwyer (22 Tore) den zweitbesten Torschützen der Liga aufwies, jedoch bereits in der K.-o.-Runde mit 1:2 gegen die New York Red Bulls aus.
Im nachfolgenden Spieljahr 2015 folgten für den jungen Verteidiger verhältnismäßig mehr Einsätze; des Weiteren saß er vor allem ab dem Sommer 2015 zum Teil bereits regelmäßig auf der Ersatzbank, wenn er auch nicht immer eingesetzt wurde. Im Jahr 2015 kam er dabei in sieben Ligapartien seiner Mannschaft zum Einsatz, wobei er in vier Partien von Beginn an und über die volle Spieldauer durchspielte und in den drei restlichen Partien als Ersatz für wenige Minuten vor Spielende eingesetzt wurde. Nachdem er mit dem Franchise, wie auch Houston Dynamo, vor Beginn des Spieljahres freiwillig von der Eastern Conference in die Western Conference gewechselt war, rangiert er dort zum Ende des Spieljahres mit der Mannschaft auf dem sechsten Platz der regulären Spielzeit. In den anschließenden Play-offs schied er mit dem Team, wie bereits ein Jahr zuvor, in der K.o.-Runde aus; diesmal jedoch erst im Elfmeterschießen gegen die Portland Timbers. Im Lamar Hunt U.S. Open Cup 2015 hingegen konnte sich das Franchise mit Sitz in Kansas City, Missouri, und Spielbetrieb in Kansas City, Kansas, gegen die Konkurrenz durchsetzen, wobei das Franchise im Finale Philadelphia Union im Elfmeterschießen besiegte. Erik Palmer-Brown wurde im gesamten Turnierverlauf nicht eingesetzt, saß aber, mit Ausnahme des Viertrundenauftaktspiels von Sporting Kansas City gegen den Saint Louis FC, in allen vier restlichen Partien auf der Ersatzbank.

### Leihspieler in Portugal und in der USL
Nachdem ihn TopDrawerSoccer.com, der führende Online-Berichterstatter im High-School- und College-Fußball, im Jahre 2015 zum besten Spieler in der Region, sowie zum neuntbesten Spieler der Nation gewählt hatte und er zu regelmäßigen Einsätzen in den US-Nachwuchsauswahlen, dabei vor allem unter Tab Ramos in der U-20-Mannschaft gekommen war, wurde der Spieler vermehrt von europäischen Klubs umworben. Nachdem er im Mai 2015 auch seine Schulkarriere an der Archbishop O’Hara High School erfolgreich beendet hatte und nun als Vollprofi agierte, bekam er auch diverse Angebote, darunter auch vom portugiesischen Erstligisten FC Porto, der ihn in weiterer Folge am 1. Februar 2016 auf Leihbasis unter Vertrag nahm. In Portugal wurde er bis zum Ende des Jahres 2016 aufgenommen und wird anfangs vorrangig für die zweite Mannschaft mit Spielbetrieb in der zweitklassigen Segunda Liga zum Einsatz kommen. In dieser saß er ab dem 13. Februar 2016 in fünf aufeinanderfolgenden Ligapartien uneingesetzt auf der Ersatzbank, ehe er am 9. März bei einer 0:1-Auswärtsniederlage gegen Desportivo Aves erstmals über die volle Spieldauer eingesetzt wurde. Weitere individuelle Auszeichnungen zum Ende des Spieljahres 2015 in den USA waren auch die Wahlen in die 24 under 24 der Major League Soccer auf MLSsoccer.com und in die 21 under 21 der US-Nationalmannschaften im Januar 2016 auf ESPN FC. Nach dem Ende der Leihe bei Porto kehrte er zur Saison 2017 in die USA zurück. Dort kam er zunächst im Farmteam, den Swope Park Rangers, zum Einsatz, ehe er ab Juli 2017 auch wieder für Kansas zum Einsatz kam.

### Wechsel zu Manchester City und Leihstationen
Im Januar 2018 wechselte er nach England zu Manchester City. Noch im selben Monat wurde er nach Belgien an den KV Kortrijk verliehen. Für Kortrijk kam er zu neun Einsätzen in der Pro League.
Zur Saison 2018/19 wurde er in die Niederlande an den NAC Breda weiterverliehen. Für Breda kam er in jener Saison zu 18 Einsätzen in der Eredivisie, mit dem Verein stieg er zu Saisonende jedoch aus dieser ab. Im August 2019 wurde er ein drittes Mal verliehen, diesmal nach Österreich an den FK Austria Wien. Bis zum ursprünglichen Ende der Leihe kam er zu 22 Einsätzen für die Wiener in der Bundesliga, in denen er zwei Tore erzielte, und absolvierte zudem alle drei Spiele im Europa-League-Playoff. Im August 2020 wurde die Leihe kurz vor Beginn der Saison 2020/21 um eine Spielzeit verlängert. In der Saison 2020/21 absolvierte er bis zum Ende der Leihe weitere 24 Bundesligapartien für die Wiener.
Nachdem er zur Saison 2021/22 zunächst nach Manchester zurückgekehrt war, wurde er im August 2021 nach Frankreich an den Erstligaaufsteiger ES Troyes AC weiterverliehen. Im Februar 2022 verpflichtete Troyes den US-Amerikaner fest.

## Nationalmannschaftskarriere
Erste Einsätze in einer US-amerikanischen Nationalauswahl hatte Palmer-Brown im Jahre 2012, als er erstmals in der US-amerikanischen U-15-Nationalmannschaft eingesetzt wurde. Dabei wurde er im September 2012 erstmals in das Aufgebot geholt, einen Monat später bereits von der U.S. Soccer Development Academy zum besten Spieler der Woche gewählt und im Anschluss im Winter Showcase der Jahrgänge 1996/97 eingesetzt, wo er vom US-Verband zum Man of the Match und von TopDrawerSoccer.com zum Winter Showcase Standout gewählt wurde. Im Januar 2013 wurde er eingeladen, am renommierten U.S. Soccer Residency Program an der IMG Academy in Bradenton im US-Bundesstaat Florida unter der Leitung des damaligen U-17-Trainers Richie Williams teilzunehmen. Für die U-17-Nationalmannschaft debütierte er schließlich in einem Testspiel gegen Los Angeles Galaxy das Nike-„The Chance“-Team von der Nike Academy aus Burton-upon-Trent in England und kam daraufhin in diversen internationalen Länderspielen zum Einsatz. Währenddessen wurde er 2013 auch noch für die US-amerikanische U-15-Auswahl eingesetzt, so zum Beispiel von Ende April bis Anfang Mai beim Tournament Delle Nazioni in Italien, wo er gegen die U-15-Nationalmannschaften von Italien, Chile, Slowenien und Kroatien antrat.
Im Juni 2013 folgte mit dem U-17-Kader die Repräsentanz der Vereinigten Staaten am Caspian Cup in Aserbaidschan, bei dem die türkische U-16-Auswahl als Sieger hervorging. In weiterer Folge verhalf er dem US-amerikanischen U-17-Team auch zu einem Turniersieg in Japan, wobei er 2013 insgesamt in fünf U-17-Länderspielen eingesetzt wurde und dabei selbst torlos blieb. Bald darauf folgenden ab 2014 auch erste Einsätze für die U-18-Auswahl seines Heimatlandes, für die er es bis 2015 auf sechs Länderspiele und einen Treffer brachte. Diesen erzielte er bei einem 1:0-Sieg über Tschechiens U-18-Auswahl in Frankreich. Noch 2014 erhielt er seine erste Einberufung in die US-amerikanische U-20-Nationalmannschaft, für die er noch in diesem Jahr gegen internationale Vereinsjugendmannschaften debütierte. Nachdem er unter Tab Ramos bereits zur Vorbereitung auf die U-20-Fußball-Weltmeisterschaft 2015 am Camp in Österreich teilnahm, holte ihn der Ex-Internationale auch in den finalen 21-Mann-Kader der an der Endrunde in Neuseeland antrat. In dieser war er in einer Begegnung im Einsatz, saß in den restlichen vier Spielen auf der Ersatzbank und schied mit der Mannschaft erst im Viertelfinale im Elfmeterschießen gegen Serbien aus. Seinen bislang (Stand: Februar 2016) letzten Einsatz hatte er im September 2015 als Kapitän bei einer 1:6-Niederlage der U-20-Nationalelf gegen Frankreich.

## Erfolge
- 1× Sieger des Lamar Hunt U.S. Open Cups: 2015
- Griechischer Pokal: 2024